# 576466 Scherpenisse
576466 Scherpenisse este o planetă minoră (asteroid) din centura de asteroizi. A fost descoperită pe 21 septembrie 2012 la  de . 
Obiectul prezintă o orbită caracterizată de o semiaxă mare de 2,7303907174511 UAi, o excentricitate de 0,14699441678018, o înclinație de 21,068224608593 ° în raport cu ecliptica.